# 송광식
송광식(1966년 3월 22일 ~ )은 대한민국의 작곡가, 프로듀서이자 피아니스트이다.

## 정규 앨범
- 《Piano Solo》 (2000년)
- 《Dreams Of Heaven》 (2002년)

## 방송 음악
- 다큐멘터리 《옹기》
- 《정유재란》
- 《신한국기행》
- 《영상실록 전부 100년》

## 드라마 음악
- 베스트 극장 《움딸》
- 《북에서 온 형》

## 뮤지컬
- 《레 미제라블》
- 《블루 사이공》

## 연극
- 《말광량이 길들이기》
- 《서푼짜리 오페라》
- 《사천성의 착한 여인》